# Osip Mandelštam
Osip Emiljevič Mandelštam (rusko О́сип Эми́льевич Мандельшта́м), ruski pesnik in esejist, * 15. januar (3. januar, ruski koledar) 1891, Varšava, † 27. december 1938, okolica Vladivostoka. 
Mandelštam ke bil poleg Ane Ahmatove in Nikolaja Gumiljova najpomembnejši pesnik akemistične struje pesnikov. 

## Bibilografija
- prevodi v slovenščino: 
  - Bajt, Drago: Mandelštam (pesmi), Ljubljana, Mladinska knjiga, 1984
  - Pretnar, Tone: Leningrad, Dnevnik. - ISSN 0350-753X. - 37, št. 113 (25. apr. 1989), str. 14.
  - Bajt, Drago: Mleko; Kurirček, ISSN 0350-9265. - 29, št. 6 (1988/89), str. 14.
  - Bajt, Drago: Galoša, Kurirček. - ISSN 0350-9265. - 29, št. 6 (1988/89), str. 14.
  - Bajt, Drago: Konec romana, Nova revija. - ISSN 0351-9805. - Letn. 17, št. 194/195 (jun.-jul. 1998), str. 107-109.
  - Skaza, Aleksander: Spomini, Cankarjeva založba, 1980
  - Bajt, Drago: O naravi besede, Nova revija. - ISSN 0351-9805. - Letn. 17, št. 194/195 (jun.-jul. 1998), str. 110-118.
  - Bajt, Drago: Pogovor o Danteju, Nova revija. - ISSN 0351-9805. - Letn. 17, št. 194/195 (jun.-jul. 1998), str. 119-147.